# La Robe d'écailles roses
La Robe d’écailles roses est un recueil de nouvelles et de contes suivi d'un court roman et d'une pièce de théâtre, tous écrits par Maurice Leblanc.
La première publication chez Lafitte date de 1912, avec pour sous-titre Aventures sentimentales et tragiques. Le livre est décrit comme un recueil d'aventures sentimentales et tragiques, émouvantes et divertissantes dans un long article de Jean Ernest-Charles dans Excelsior du 20 septembre 1912.
Le roman, intitulé Le Roman d'une jeune fille, est une reprise de celui paru en 1902 sous le titre Les Yeux purs dans Femina.
Seule la réédition illustrée chez Lafitte en 1922 (coll. Idéal-Bibliothèque) est complète.
Toutes les autres rééditions sont partielles, avec 10 contes et le court roman (Lafitte/Hachette, 1920, 1934, Hachette, 1941, Glénat, 1979).

## Contenu du recueil
Contenu du recueil tel que publié en 1935 aux Éditions Pierre Lafitte dans la collection Le Point d'interrogation :
- La Robe d’écailles roses, nouvelle publiée originellement in Excelsior du 18 novembre 1910[4]
- Les Épingles d’or, nouvelle
- La Belle Madame de Gimeuse, nouvelle publiée originellement in Excelsior du 5 février 1911[5]
- L’enveloppe aux cachets rouges, nouvelle publiée originellement in Excelsior du 20 août 1911[6]
- Ma Femme et son Mari, conte publié originellement in L'Auto du 11 février 1905[7]
- Un Amour, nouvelle publiée originellement in Excelsior du 20 janvier 1911[8]
- Noël tragique, nouvelle
- L’École du mensonge, nouvelle
- Le Bon Rire, conte publié originellement in L'Auto du 12 juin 1905[9]
- La Lettre anonyme, nouvelle publiée originellement in Excelsior du 11 juin 1911[10]
- Le Roman d’une jeune fille, roman repris de Les Yeux purs